# Le Secret de Chimneys
Pour les articles homonymes, voir Le Secret de Chimneys (homonymie).
Le Secret de Chimneys (titre original : The Secret of Chimneys) est un roman policier et d'espionnage d'Agatha Christie publié le 3 juin 1925 au Royaume-Uni, mettant en scène pour la première fois le Superintendant Battle. En France, il est publié en 1933.
C'est le dernier des six romans que Christie doit à l'éditeur The Bodley Head, ses livres suivants seront publiés chez William Collins, Sons.
L'adaptation en téléfilm dans la saison 5 de Miss Marple a profondément remanié l'intrigue et les personnages. Ainsi l'identité de l’assassin n'est pas la même entre le roman et le film, et l'adaptation en téléfilm évoque une histoire familiale faite d'un meurtre ancien et d'une vengeance qui n’existent pas dans le roman.
Bien que les intrigues soient totalement indépendantes, Le Secret de Chimneys a été prolongé, quatre ans plus tard, par une sorte de suite, le roman Les Sept Cadrans, se déroulant dans le même cadre et avec cinq personnages communs aux deux romans.

## Personnages principaux
Le signe typographique « * » indique que ce personnage se retrouve dans le roman Les Sept Cadrans publié en 1929.
- Les victimes
  - Giuseppe Manuelli : voleur et maître chanteur italien à l'hôtel Blitz (tué à Londres).
  - Comte Stanislas / roi Michael Obolovitch : personnalité politique d'Herzoslovaquie (tué à Chimneys).

- Les enquêteurs
  - Superintendant Battle : policier anglais de Scotland Yard. (*)
  - Inspector Badgworthy : chef de la police du district.
  - M. Lemoine : policier français.

- Les suspects
  - Le « Roi Victor » : mystérieux voleur de bijoux de renommée internationale, ayant volé le Koh-i Nor, diamant des joyaux de la Couronne britannique.
  - Anthony Cade : aventurier anglais au passé inconnu.
  - Clement Brent, 9e marquis de Caterham : propriétaire du manoir de Chimneys. (*)
  - Eileen « Bundle » Caterham : fille aînée de Lord Caterham. (*)
  - George Lomax : haut fonctionnaire au ministère des Affaires étrangères. (*)
  - William (« Bill ») Eversleigh : petit fonctionnaire sous les ordres de Lomax. (*)
  - Virginia Revel : femme attirante et cousine de Lomax ; veuve de l’ancien ambassadeur britannique en Herzoslovaquie.
  - Herman Isaacstein : riche financier et invité de Lord Caterham.
  - Hiram Fish : homme riche américain, collectionneur de livres anciens, invité de Lord Caterham.
  - Boris Anchoukoff : valet du prince Michael Obolovitch.
  - Geneviève Brun : gouvernante française des deux plus jeunes filles (Dulcie et Daisy) de Lord Caterham.

- Autres personnages
  - Jimmy McGrath : Canadien résidant en Afrique et se consacrant à la chasse ; ancien ami d'Anthony Cade.
  - M. Tredwell : majordome de la famille Brent-Caterham.
  - Baron Lolopretjzyl : représentant à Londres du Parti monarchique d'Herzoslovaquie.
  - Angèle Mory (citée seulement) : ancienne danseuse aux Folies Bergère, complice du Roi Victor.

## Résumé

### Mise en place de l’intrigue et premier meurtre à Londres
Chapitres 1 à 9.
Britannique désargenté trentenaire, Anthony Cade gagne sa vie depuis quelques mois en faisant à Bulawayo le guide touristique au Zimbabwe pour des compatriotes aisés. Il rencontre par hasard un ancien ami, Jimmy McGrath, qui lui confie un paquet reçu par la poste, contenant les mémoires du comte Stylptitch, ancien Premier ministre du royaume (fictif) de Herzoslovaquie, décédé en exil à Paris deux mois auparavant. Sous réserve que le manuscrit puisse parvenir à un éditeur londonien avant le 13 octobre, une récompense de 1 000 livres sterling (une somme importante en 1925) est promise, dont le quart reviendrait à Cade s'il parvient à s'acquitter de la mission. Par ailleurs Cade accepte de restituer des lettres intimes à une femme, Virginia Revel, qui les avait écrites.
Pendant ce temps, à Londres, le haut-fonctionnaire George Lomax demande à lord Caterham d'organiser dans sa propriété de Chimneys une rencontre entre diverses personnes concernant des intérêts économiques et diplomatiques britanniques en Herzoslovaquie. Plusieurs personnes sont invitées : Virginia Revel (la cousine de George Lomax et veuve de l’ancien ambassadeur britannique en Herzoslovaquie), Hiram Fish (un collectionneur de livres anciens), M. Fish, etc. Le but serait de procéder à une restauration monarchique : à la suite de la mort du roi Michael, le trône a été transmis au prince Nicholas, son héritier, mais on ignore où il se trouve (aux États-Unis ? en Angleterre ? ailleurs ?) et quels intérêts économiques il serait prêt à favoriser.
Une fois arrivé à Londres, Anthony Cade se rend dans un bel hôtel. La nuit suivant son arrivée, les lettres intimes signées de Virginia Revel sont volées par un employé de l'hôtel. Concernant les mémoires du comte Stylptitch, l'éditeur envoie M. Holmes pour les récupérer. Ces mémoires risquent de perturber le personnel politique d'Herzoslovaquie et d'attiser la haine entre Monarchistes et Républicains.
En fait, Virginia Revel n’a jamais écrit les lettres intimes en question. Se rendant à son domicile, le voleur, ignorant qu'elle n'en était pas leur rédactrice, fait chanter Virginia. Par jeu et provocation, Virginia Revel paie une petite somme d'argent pour faire croire au maître chanteur que sa menace est sérieuse. L'homme doit revenir le lendemain.
Le lendemain, quelle n'est pas la surprise de Mme Revel de découvrir un homme assassiné (le voleur/maître chanteur) dans son petit salon ! C'est alors qu'Anthony Cade se présente à son tour à son domicile pour l’avertir du risque de chantage. Virginia Revel révèle sa découverte à Anthony. Qui a assassiné l'homme, et pourquoi ? Anthony suppose que c'est en lien avec Chimneys. Attiré par la jolie Virginia Revel, il lui propose de la débarrasser du cadavre et du revolver ayant servi à l'assassinat. Chose dite, chose faite : Anthony fourre l’homme dans une malle et abandonne le corps dans un fossé, en pleine campagne.
Virginia Revel décide de se rendre à Chimneys. Anthony décide de s'y rendre aussi par ses propres moyens. Quand il arrive au manoir vers 23 h 45, une détonation se fait entendre.

### Second meurtre, aventures et enquête à Chimneys
Chapitres 10 à 26.

### Dénouement et révélations finales
Chapitres 27 à 31.
Anthony Cade fait rassembler les protagonistes de l'aventure. Dans la bibliothèque, Boris a trouvé Mlle Brun en train de fouiller les étagères pour trouver le précieux diamant. En intervenant, elle s'est tournée vers lui, tenant un pistolet dans la main. Ils se sont empoignés et, dans l'action, Boris a saisi l'arme, a tiré et l'a tuée. C'est Mlle Brun qui avait assassiné le prince Michael car il l’avait reconnue comme étant l'ancienne reine consort d'Herzoslovaquie, que tout le monde croyait avoir trouvé la mort en même temps que son époux lors de la révolution. Elle avait fait croire à sa mort et s'était enfuie. Elle avait écrit les lettres intimes au « Capitaine O'Neill », un alias du Roi Victor, signant sous l'identité de Virginia Revel.
L'identité du Roi Victor est révélée : il s'agit de M. Lemoine, faux policier parisien mais vrai délinquant. L'homme est arrêté par Battle et ses hommes.
Anthony n'avait pas remis les mémoires tant recherchés au prétendu « M. Holmes », ayant découvert que ce dernier ne représentait pas l'éditeur. Il a restitué les mémoires à Jimmy McGrath qui, lassé de l'Afrique, est retourné en Angleterre.
Anthony Cade s'est marié avec Virginia Revel. Il révèle l’endroit où est caché le diamant, dans la roseraie. Coup de théâtre final : Anthony déclare être le prince Nicholas, héritier du trône de Herzoslovaquie. Si la restauration monarchique réussit, Virginia Revel sera sa reine consort.

## Commentaires
Comme elle le fait dans plusieurs autres de ses œuvres telles que Les Pendules (1963), Agatha Christie mélange deux intrigues de nature différente dans son roman. Il y a en premier lieu une trame à coloration d'« espionnage » se déroulant dans un pays imaginaire, clin d'œil appuyé de la romancière pour le roman d'aventures le Prisonnier de Zenda d'Anthony Hope, paru 31 ans plus tôt, comportant une sous-intrigue à caractère sentimental. En second lieu, croisant le chemin de la première intrigue dès le second chapitre, on découvre l'histoire du « Roi Victor », un mystérieux voleur de bijoux de renommée internationale.
Le pays imaginaire des Balkans ou d'Europe centrale, nommé Herzoslovaquie, servant de trame de fond au roman, sera réutilisé dans deux autres aventures de Poirot : le roman Un, deux, trois... (1940) et la nouvelle Les Oiseaux du lac Stymphale présente dans le recueil Les Travaux d'Hercule (1947). Ce petit État, dont le nom ressemble à celui de la Tchécoslovaquie, a pour capitale Ekarest (rappelant la capitale roumaine Bucarest). D'après Anthony Cade, sa population est globalement composée de brigands. À l'époque de l’intrigue, après avoir subi une série de révolutions, il est une devenu une république. Le dernier roi, Nicolas IV, fut en effet assassiné par le peuple, plus royaliste que le roi, qui lui reprocha d'avoir épousé une artiste et non une reine authentique. Puis, succédèrent au souverain un président ou deux, également tués par le peuple « pour se maintenir en forme ». Au moment de l'intrigue, le peuple souhaite restaurer la monarchie. Les diplomates britanniques soutiennent alors financièrement le prince Michel Obolovitch pour qu'il devienne roi, à condition que la concession sur les puits de pétrole du pays soit accordée à une compagnie du Royaume-Uni. Selon le souhait du politicien George Lomax, les accords secrets doivent donc avoir lieu au château de Chimneys, propriété du marquis de Caterham, sous prétexte d'une partie de chasse.
D'autre part, ce roman est le premier dans lequel apparaît, un peu relégué à l'arrière-plan, le personnage du Superintendant Battle de Scotland Yard. Il réapparaîtra dans quatre autres romans : la « suite » du Secret de Chimneys, Les Sept Cadrans (1929), mais aussi dans Cartes sur table (1936), où il sera soumis à la « concurrence » d'Hercule Poirot, du Colonel Race et d'Ariadne Oliver, Un meurtre est-il facile ? (1939) et L'Heure zéro (1944).
Le cadre de départ du roman est Bulawayo, dans l'actuel Zimbabwe. Il témoigne, comme l'Homme au complet marron publié l'année précédente, mais dans une moindre mesure, de l'influence exercée sur Agatha Christie par la partie africaine du tour du monde. Celui-ci fut effectué deux ans auparavant avec son premier mari Archibald Christie comme assistants du major Belcher (grand inspirateur du personnage de Sir Eustace Pedler dans L'Homme au complet marron), chargé de la préparation de l'exposition de l'Empire britannique de 1924.
Parmi plusieurs des œuvres d'Agatha Christie, ce roman montre aussi son inclination pour les héroïnes au caractère bien trempé, voire un peu « intrépides », comme Lady Eileen Bundle Caterham, dont la parenté de caractère est évidente avec d'autres personnages de la romancière, comme Prudence « Tuppence » Beresford et Anne Beddingfeld (L'Homme au complet marron, 1924) ou, dans un genre voisin, Emily Trefusis (Cinq Heures vingt-cinq, 1931) et Lady Frances « Frankie » Derwent (Pourquoi pas Evans ?, 1934).
C'est le dernier des six romans que Christie doit à l'éditeur The Bodley Head. Son nouvel agent négocie un contrat plus avantageux pour elle avec William Collins, Sons chez qui elle publiera tous ses livres suivants.

## Différences entre le roman et l'adaptation dans la saison 5 de Miss Marple
Le personnage du superintendant Battle du roman est supprimé et remplacé par celui de Miss Marple joué par Julia McKenzie.
Dans le roman, qui se déroule uniquement en 1925, la question essentielle est de découvrir qui a tué le comte Stylptitch et qui est « le Roi Victor ». Anthony Cade ne fait pas l’objet d'une arrestation et l'affaire du bijou volé, si elle est une part de l'intrigue, n'est pas forcément son élément central.
Le téléfilm tourné dans le cadre du deuxième épisode de la saison 5 de Miss Marple en 2010 crée une pré-intrigue en 1932, avec la mort tragique de la comtesse Caterham. L'intrigue se poursuit en 1954 avec la vengeance de lord Caterham qui a tué son épouse et qui tue l'amant de celle-ci 22 ans après (dans le roman, lord Caterham est totalement innocent de tout meurtre). Le téléfilm évoque aussi des lettres signées « Constance » jadis rédigées par Lady Caterham à un mystérieux destinataire appelé « Capitaine » (dans le roman, les lettres sont signées « Virginia Revel » et le personnage de Lady Caterham n'est pas évoqué).
Le roman précise que Eileen « Bundle » Caterham est la fille aînée de trois enfants, alors qu'elle est la sœur de Virginia dans le téléfilm (dans le roman, Virginia est la cousine de lord Caterham).
Dans le roman, Tredwell, le majordome de la famille Brent-Caterham, est un homme et a un rôle secondaire ; Tredwell devient une femme dans le téléfilm avec un rôle important dans la commission de l'un des meurtres.

## Éditions
- Pays anglosaxons
  - (en) The Secret of Chimneys, Londres, The Bodley Head, 3 juin 1925, 310 p.
  - (en) The Secret of Chimneys, New York, Dodd, Mead and Co., 1925, 310 p.

- France
  - Le Secret de Chimneys  (trad. Juliette Pary), Paris, Librairie des Champs-Élysées, coll. « Le Masque » (no 126), 1933, 247 p. (BNF 31945505)
  - Le Secret de Chimneys (trad. Pascale Guinard), dans : L'Intégrale : Agatha Christie  (préf. Jacques Baudou), t. 1 : Les années 1920-1925, Paris, Librairie des Champs-Élysées, coll. « Les Intégrales du Masque », 1990, 1306 p. (ISBN 2-7024-2086-9)
  - Le Secret de Chimneys, traduction de Pascale Guinard, collection Éditions du Masque n°72  (ISBN 978-2-7024-4919-6), dépôt légal : février 2019.

## Adaptations
- 1931 : Le Secret de Chimneys (Chimneys), pièce de théâtre d'Agatha Christie. Tombée dans l'oubli, elle n'est redécouverte et jouée pour la première fois qu'en 2003.
- 2002 : Le Secret de Chimneys, bande dessinée française de la collection Agatha Christie de François Rivière (scénario) et Laurence Suhner (dessin).
- 2010 : Le Secret de Chimneys (The Secret of Chimneys), téléfilm de la série britannique Miss Marple d'ITV (épisode 5.02). Il y a de nombreuses modifications avec le roman : voir la section « Différences entre le roman et l'adaptation dans la saison 5 de Miss Marple » ci-dessus.